# 三隈 (丘)

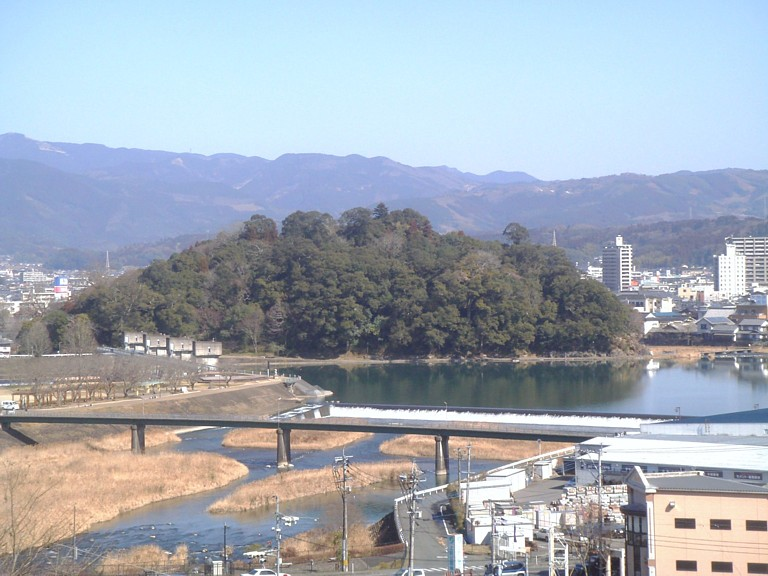
日隈山（亀山公園）

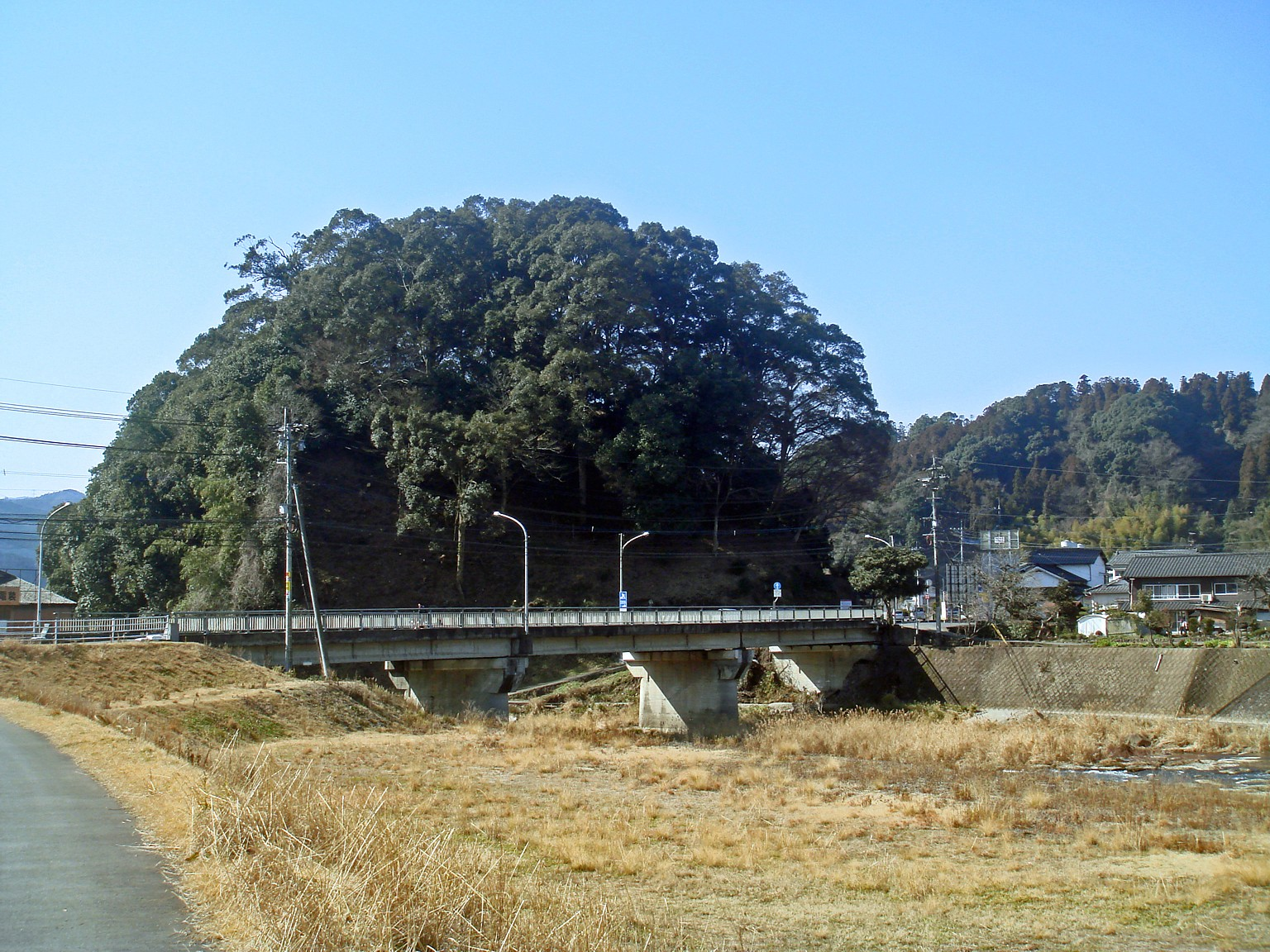
星隈山（星隈公園）

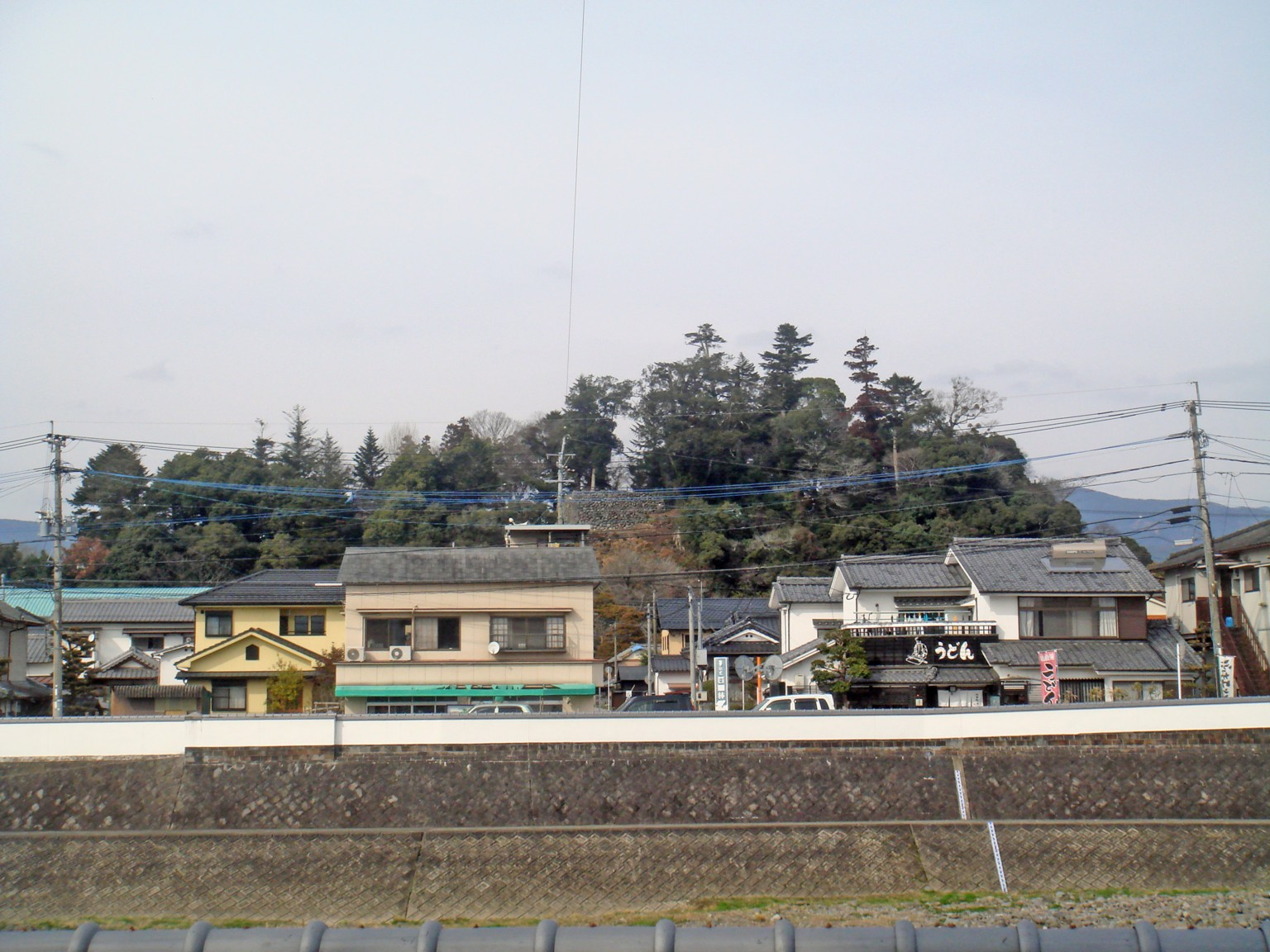
月隈山（月隈公園）

三隈（みくま）は、大分県日田市に位置する日田盆地内にある日隈、月隈、星隈の3つの丘の総称。三隈三山・日田三丘ともいう。日田盆地を流れる三隈川は、もとは日田川といったが、この三山の間を流れていることから名付けられたものである。これら3つの丘は1998年（平成10年）8月24日付けで「日田市環境保全条例」の第23条に基づき日田市の保存樹林に指定されている。この三山以外にも、石井町に隈山という残丘もある。
古くは古墳や寺院、城地として利用され、現在は緑地公園や観光地になっている。日田を代表する地名として認識されており、日田市内の学校（例：日田三隈高校）の名前や、商店や企業の名前として使われることもある。
「隈」の字には丘という意味がある。日隈、月隈、星隈のそれぞれの名の由来は、はっきりしたことは分からないが、日・月・星の三光になぞらえて付けられているという。しばしば、「三隅」と書き間違えられることがあり、また、正しく表記されていても「みすみ」と読み間違えられることもある。

## 地質と三山の形成
新生代第四紀更新世、日田盆地には標高400メートルから1200メートルからなる筑紫溶岩系の安山岩で形成された古期溶岩台地があり、この溶岩台地には耶馬溪溶岩と呼ばれる標高200メートルから400メートルの新期溶岩台地が含まれている。更新世後期（約9万年前）に発生した阿蘇四火砕流（Aso-4AP）が日田盆地を埋没させ、その後の河川などの流水により侵食されたことによって現在見られるような地形が形成された。これらの丘はこうした地形形成の過程でつくられた残丘（侵食残丘、水蝕残丘）である。

## 各丘の詳細
日隈山（ひのくまさん）
筑紫溶岩の残丘。別名、亀山・亀翁山（きざん・きおうざん）ともいう。日の照りつける南側にあるので日の字をあてられたという。山頂には、古代に築かれた日隈古墳があった。近世の文禄年間から江戸時代初頭まで日隈城（隈城）があった。日隈城の城下町であった隈地区が隣接する。現在は、亀山公園として整備され、山頂に日隈神社がある。
月隈山（つきくまさん）
阿蘇溶結凝灰岩の残丘。丸山・永山（長山）ともいわれていた。盆地の北側、丸山町と吹上町の間をまたいである。日下部氏の古墳であるという見方もある。江戸時代初頭には永山城があったが間もなく廃城。城跡に隣接して陣屋が置かれた。近代には裁判所や一時、日田県知事の官邸が置かれていた。現在は、月隈公園として整備されており、一部は大分県立日田林工高等学校の敷地として利用されている。
星隈山（ほしくまさん）
阿蘇溶結凝灰岩の残丘。友田町三郎丸国道386号線沿い、花月川と三隈川の合流地点にある。丘には星隈横穴墓群があり、付近には三郎丸古墳がある。小川光氏が丸山築城の仮城として居城したと伝えられている。現在は、星隈公園として整備され、山頂に神社がある。